# ビバリーヒルズ・チワワ
『ビバリーヒルズ・チワワ』（原題：Beverly Hills Chihuahua）は、2008年のアメリカ映画。

## ストーリー
クロエは、ビバリーヒルズの大豪邸に住む白いセレブチワワ。高価なブランドファッションに身を包み贅沢三昧の彼女は、造園家サムの愛犬でチワワのミックス・陽気な元野良犬パピの求愛には見向きもしない。
化粧品会社のオーナーである飼い主ヴィヴが出張する間、クロエの世話を任された姪のレイチェルはメキシコ旅行にクロエを連れていくが、クロエをホテルに残して遊びにいってしまう。怒ったクロエはホテルを抜け出すが、犬窃盗団に闘犬場へ連れ去られてしまった！
違法なドッグ・ファイトを営む犯罪者バスケスは、クロエが多額の身代金が取れる金持ちの犬だと見破る。バスケス所有のドーベルマンのディアブロに狙われて絶体絶命の彼女を救ったのは、どこか影のあるジャーマン・シェパードの元警察犬、デルガド。彼の助けを得て他の犬たちと共に闘犬場を脱出したクロエだったが、泥だらけのボロボロの姿になった彼女は、なじみのホテルからも追い出されて野宿する羽目に……。世話が焼けるクロエをうるさがりながらも、小さな彼女を放っておけないデルガドに守られて、遠いビバリーヒルズを目指すクロエの旅が始まる。
その頃、パピはレイチェルやサムと一緒にいなくなったクロエの必死の捜索を続けていた。プライドが高く世間知らずのクロエは、見知らぬメキシコの土地で生き抜いていけるのか？　そして、パピはクロエと再び出会えるのか？

## キャスト
- クロエ（声）:ドリュー・バリモア/大坂史子
- レイチェル・アッシュ:パイパー・ペラーボ/永田亮子
- サム・コルテス:マノロ・カルドナ/竹若拓磨
- パピ（声）:ジョージ・ロペス/小森創介
- モンテ:プラシド・ドミンゴ/大木民夫
- セバスチャン（声）:マイケル・ユーリー/大島美幸（森三中）
- デルタ（声）:ロレッタ・デヴァイン/黒沢かずこ（森三中）
- ビミニ（声）:レスリー・マン/村上知子（森三中）
- マヌエル:チーチ・マリン/後藤哲夫
- チコ:ポール・ロドリゲス（英語版）/石住昭彦

大友龍三郎　江川央生
根本泰彦　小川剛生
落合弘治　をはり万造
入江崇史　青山穣
伊澤柾樹　多田野曜平
落合るみ　渡辺明乃
鶴岡聡　乃村健次
加納千秋　橘凛
亀岡真美　杉山大
粟野志門　下山吉光
かぬか光明　五味真由子
- ヴィヴ:ジェイミー・リー・カーティス/黒田福美
- デルガド（声）:アンディ・ガルシア/松重豊
- バスケス：ホセ・マリア・ヤスピク/

日本語版製作
- DISNEY CHARACTERVOIES INTERNATIONAL,inc.
  - 翻訳：いずみつかさ
  - 演出：鍛治谷功
  - 録音：上村利秋
  - 録音制作：スタジオ・エコー
  - 制作監修：山本千絵子
  - 制作総指揮：佐藤淳 (エグゼクティブ・プロデューサー)